# توماس گیج
توماس گیج (انگلیسی: Thomas Gage) ژنرال ارتش بریتانیا و سیاست‌مدار اهل پادشاهی بریتانیای کبیر بود.
گیج یک افسر ارتش بریتانیا و مدیر مستعمراتی بود که بیشتر به خاطر سال‌های خدمتش در آمریکای شمالی، از جمله خدمت به عنوان فرمانده کل ارتش بریتانیا در آمریکای شمالی در اوایل انقلاب آمریکا، شناخته می‌شود.
او که در خانواده‌ای اشرافی در انگلستان زاده شده بود، وارد ارتش شد و در جنگ فرانسه و هند حضور داشت، جایی که گیج در کنار حریف آینده‌اش جورج واشنگتن در نبرد مونونگهلا در سال ۱۷۵۵ حضور داشت. پس از لشکرکشی موفقیت‌آمیز مونترال در سال ۱۷۶۰، او به عنوان فرماندار نظامی منطقه منصوب شد. در این مدت گیج از نظر نظامی خود را متمایز نکرد، اما خود را به عنوان یک مدیر شایسته ثابت نمود.
از سال ۱۷۶۳ تا ۱۷۷۵، او به عنوان فرمانده کل قوا نیروهای بریتانیا در آمریکای شمالی خدمت کرد و بر واکنش بریتانیا به وقوع جنگ پونتیاک در سال ۱۷۶۳ نظارت داشت. در سال ۱۷۷۴، گیج همچنین به عنوان فرماندار نظامی استان خلیج ماساچوست منصوب شد. تلاش‌های او برای تصرف ذخایر نظامی شبه‌نظامیان میهن‌پرست در آوریل ۱۷۷۵، نبردهای لکسینگتون و کنکورد را شعله‌ور کرد و جنگ استقلال آمریکا را آغاز نمود. پس از پیروزی پرهزینه بریتانیا در نبرد بانکر هیل در ژوئن، او در اکتبر ۱۷۷۵ جای خود را به ژنرال ویلیام هاو داد و به انگلستان بازگشت و در سال ۱۷۸۷ در آنجا درگذشت.